# Південна Хань
Південна Хань (спрощ.: 南汉; кит. трад.: 南漢; піньїнь: Nán Hàn) — держава, що правила частиною південною Китаю після падіння династії Тан. Ця династія керувалася імператорами з роду Лю. Правління цієї династії тривало 54 роки. Була повалена династією Сун у 971 році.

## Історія
Основу майбутньої держави заклав Лю Інь, який до 904 року став цзєдуши на півдні Китаю. Після повалення династії Тан у 907 році він став фактично незалежним, втім не оголосив про утворення самостійної держави. У 909 році прийняв титул вана Наньпіна. Лише у 917 році брат Лю Іня — Лю Янь оголосив себе імператором нової держави Велика Юе, яке було змінено у 918 році на Хань (або Велика Хань, в істориків відома як Південна Хань). Лю Янь оголосив себе нащадком старовинної династії Хань.
Держава південна Хань охоплювала території сучасних провінцій Гуандун, Гуансі, Хайнань, а також частину північного В'єтнаму. Південна Хань дотримувалася миру із північними сусідами — державами Чу та Мінь, водночас намагалася повністю підкорити Аннам, проте у 939 році зазнав рішучої поразки.
Наприкінці 940-х років держава стикнулася із протистоянням з боку Південної Тан, проте зуміла зберегти свою незалежність. Новою загрозою у 960-х стала династія Сун, що мала на меті об'єднання Китаю. Зрештою у 971 році ханська армія зазнала поразки й державу поглинула Сун.

## Економіка
Імператори Південної Хань значну увагу приділяли розвитку сільського господарства, при цьому в ньому були задіяні переважно вільні селяни або орендарі, раби займали не значну частину. разом з тим велику увагу приділяли морській та посередницькій торгівлі. Для цього розбудовували прибережні міста, розвивали торговельний флот, що торгували з країнами Південно-Східної Азії.

## Імператори
| № | рід       | ім'я         | Роки життя | Роки правління | Девіз                                                                                  | Примітки             | Посмертне храмове ім'я                   |
| - | --------- | ------------ | ---------- | -------------- | -------------------------------------------------------------------------------------- | -------------------- | ---------------------------------------- |
| 1 | Лю 劉 Liu | Янь 巖 Yan   | 889—942    | 917—941        | Цяньхен (917—925) 乾亨 Qiánhēng Байлун (925–928) 白龍 Báilóng Даю (928–941) 大有 Dàyǒu | Засновник держави.   | Тянь-хуанда-ді 天皇大帝 Tiān Huáng Dà Dì |
| 2 | Лю 劉 Liu | Бінь 玢 Bin  | до 920—943 | 941—943        | Гуантянь 光天 Guāngtiān                                                                | Син Яня.             | Шан-ді 殤帝 Shāng Dì                     |
| 3 | Лю 劉 Liu | Шен 晟 Cheng | 920—958    | 943—958        | Інцянь (943) 應乾 Yìngqián Цяньхе (943–958) 乾和 Qiànhé                                | Син Яня і брат Біня. | 文武光明孝皇帝 Wénwǔ Guāngmíng Xiào      |
| 4 | Лю 劉 Liu | Чан 鋹 Chang | 942—980    | 958—971        | Дабао 大寶 Dàbǎo                                                                       | Син Шена.            | —                                        |